# Bermerain Communal Cemetery
Bermerain Communal Cemetery is een Britse militaire begraafplaats gelegen in de Franse plaats Bermerain (Noorderdepartement). De begraafplaats wordt onderhouden door de Commonwealth War Graves Commission.
De begraafplaats telt 41 geïdentificeerde Gemenebest graven uit de Eerste Wereldoorlog.